# Bandeira do Distrito de Columbia

Bandeira do Distrito de Colúmbia

Brasão de Armas da família Washington

A bandeira do Distrito de Colúmbia consiste de três estrelas vermelhas sobre duas barras vermelhas num fundo branco. É baseada no brasão de família de George Washington.
Durante mais de um século o Distrito de Colúmbia não teve bandeira, hasteando diversas bandeiras não oficiais. Em 1938, o Congresso estabeleceu uma comissão para criar uma bandeira original e oficial. A comissão lançou um concurso público e escolheu a proposta do designer gráfico Charles A.R. Dunn que já tinha exposto a sua ideia em 1921. 
A sua proposta foi oficialmente adoptada a 15 de Outubro de 1938.